# Castello Normanno (Rende)
Il Castello Normanno sorge nel centro storico di Rende, in provincia di Cosenza.
È sede del Museo d'Arte Contemporanea "Roberto Bilotti Ruggi d'Aragona".

## Storia
L'imponente Castello fu edificato nel 1095 per volere di Boemondo d'Altavilla che eresse la struttura difensiva a protezione della città e dei suoi abitanti.

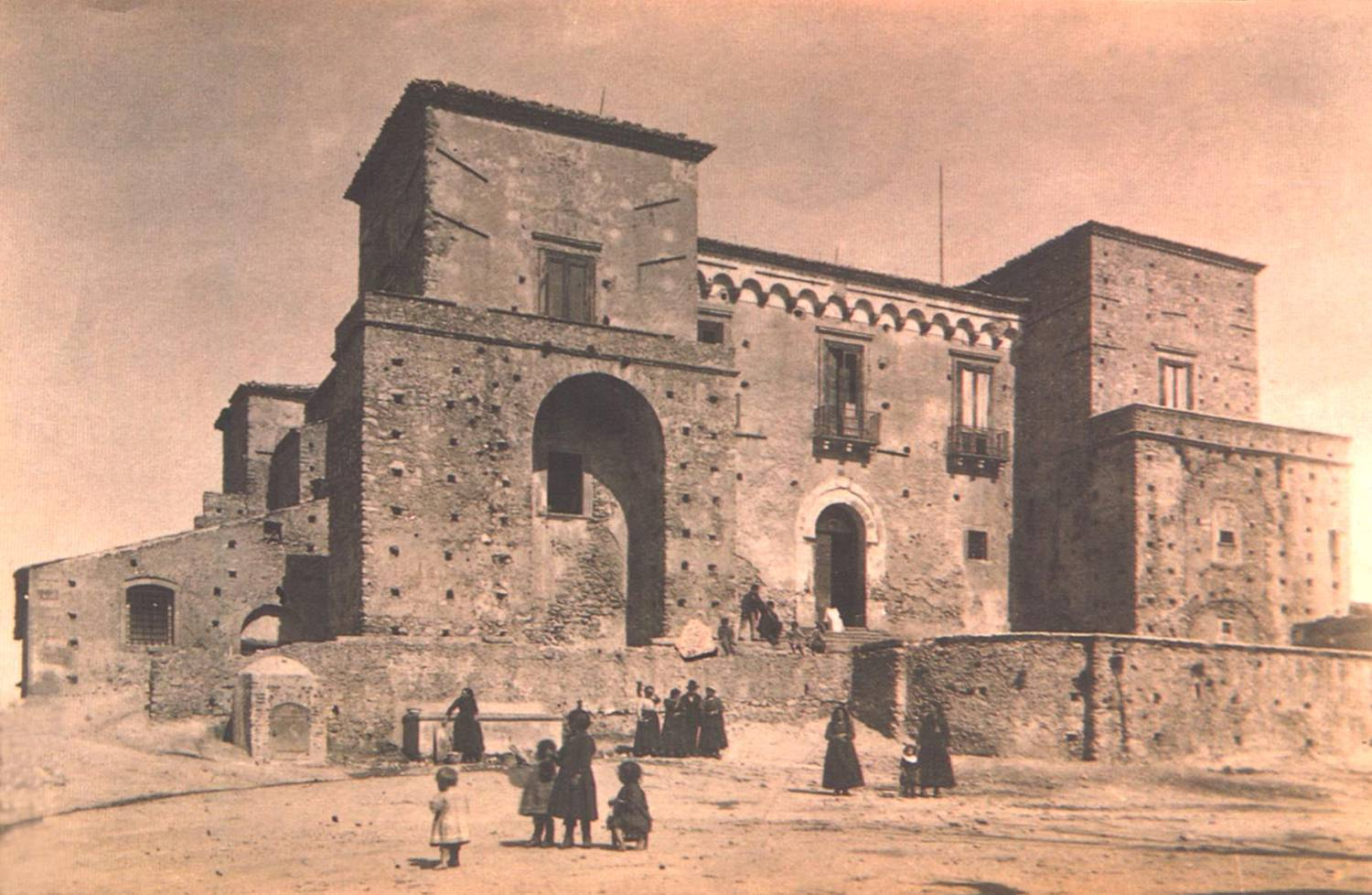
Il Castello nel 1911

La fortezza, insieme con le mura di cinta, furono solo l'inizio di un progetto più ampio e ambizioso, ipotizzato da Roberto il Guiscardo suo padre, il quale ideò una linea difensiva per tutta la valle del Crati, che comprendeva i territori di Bisignano, Montalto Uffugo, Rende e Cosenza.
La prima delle roccaforti difensive di Rende, il castello fu utilizzato come base militare per la preparazione e partenza della prima crociata, avvenuta nel 1096, comandata dallo stesso Boemondo.
Il castello di Rende passò poi agli Svevi e da questi agli Angioini, agli Aragonesi ed ai conti Adorno. Nell'età moderna si trasformò in palazzo signorile, divenendo proprietà di illustri casati come gli Alarcón y Mendoza e i Magdalone, gli ultimi residenti prima che l'edificio divenisse sede del municipio di Rende dal 1922 fino al 2011.

## Descrizione

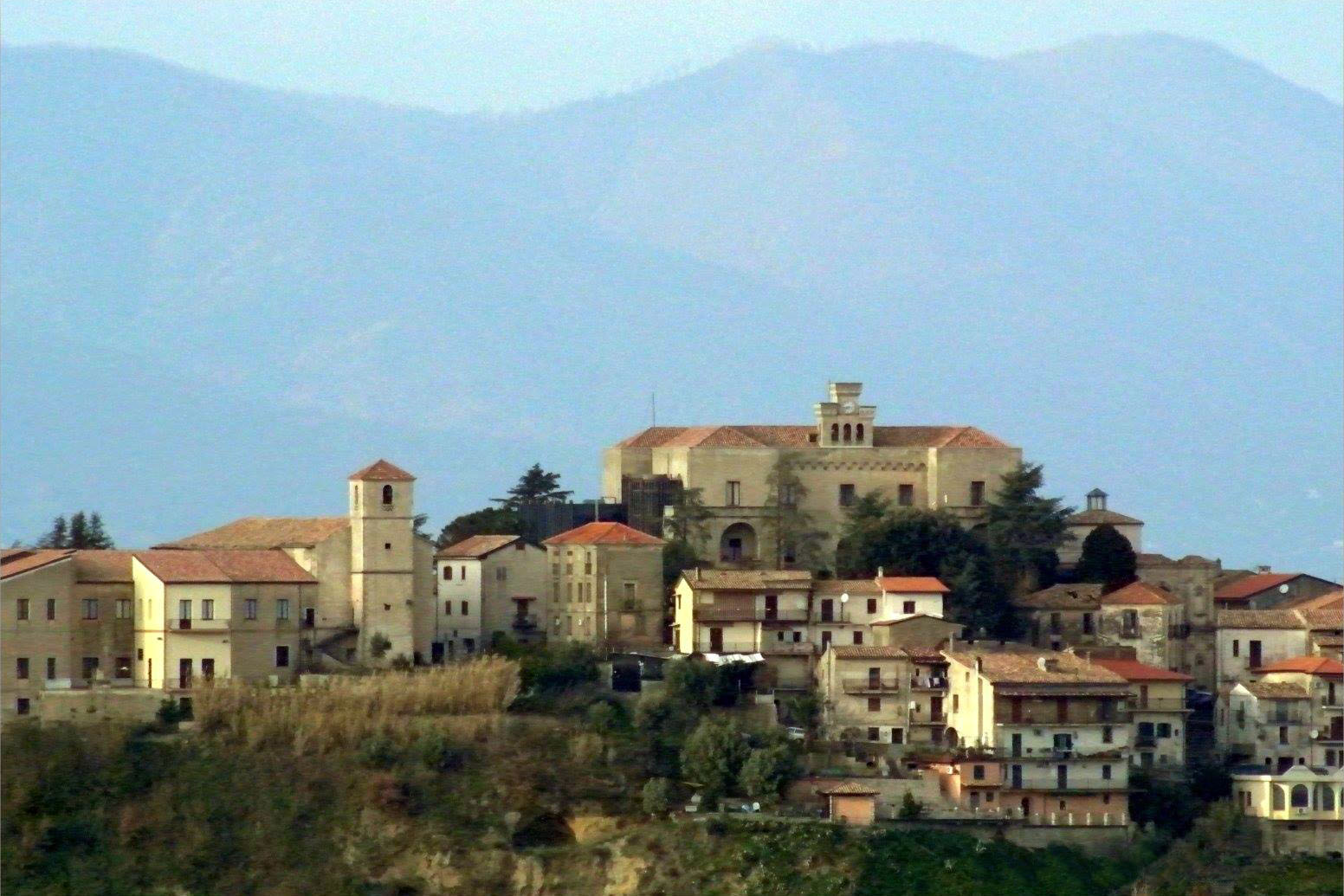
Il convento delle clarisse e a destra il castello

Grazie alla particolare conformazione del colle su cui sorge la maestosa struttura, accedere alla fortezza era senza dubbio difficile: le sue mura di ben 2 metri di spessore e questi elementi resero il castello assolutamente inattaccabile. I normanni evitarono persino di scavare un fossato, come era loro costume (si pensi al castello di Fiumefreddo o a quello di Corigliano Calabro), mentre prestarono particolare attenzione alle torri di guardia, oggi 4 ma in origine forse 5, dotate di numerose feritoie per le armi a lunga gittata. La protezione era garantita anche durante gli assedi più ostinati: presso il cortile venne infatti costruita un'ampia cisterna per la raccolta d'acqua piovana da utilizzarsi in caso di necessità.

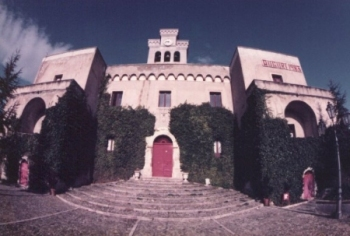
Il castello visto dalle scalinate che ne conducono al cortile

Fu, completato con numerose feritoie e piccole finestre che servivano per gli attacchi operati con balaustre e archi. Al di sotto delle mura fu eretta una grande cisterna per la raccolta dell'acqua che serviva come scorta fondamentale per tutti gli abitanti residenti nella cinta muraria.
Oltre alla torre centrale, quella più alta, risultavano particolarmente efficaci le due laterali: le tre torri visibili intorno al complesso castellare fanno parte dello stemma del comune di Rende, che fu installato intorno al 1222 in occasione dell'inaugurazione del duomo di Cosenza, avvenuta in presenza di Federico II di Svevia.
L'interno del castello espone i due stemmi araldici appartenenti alle famiglie che vi abitarono nei secoli successivi, i Magdalone e gli Alarcón y Mendoza.

## Museo d'arte contemporanea

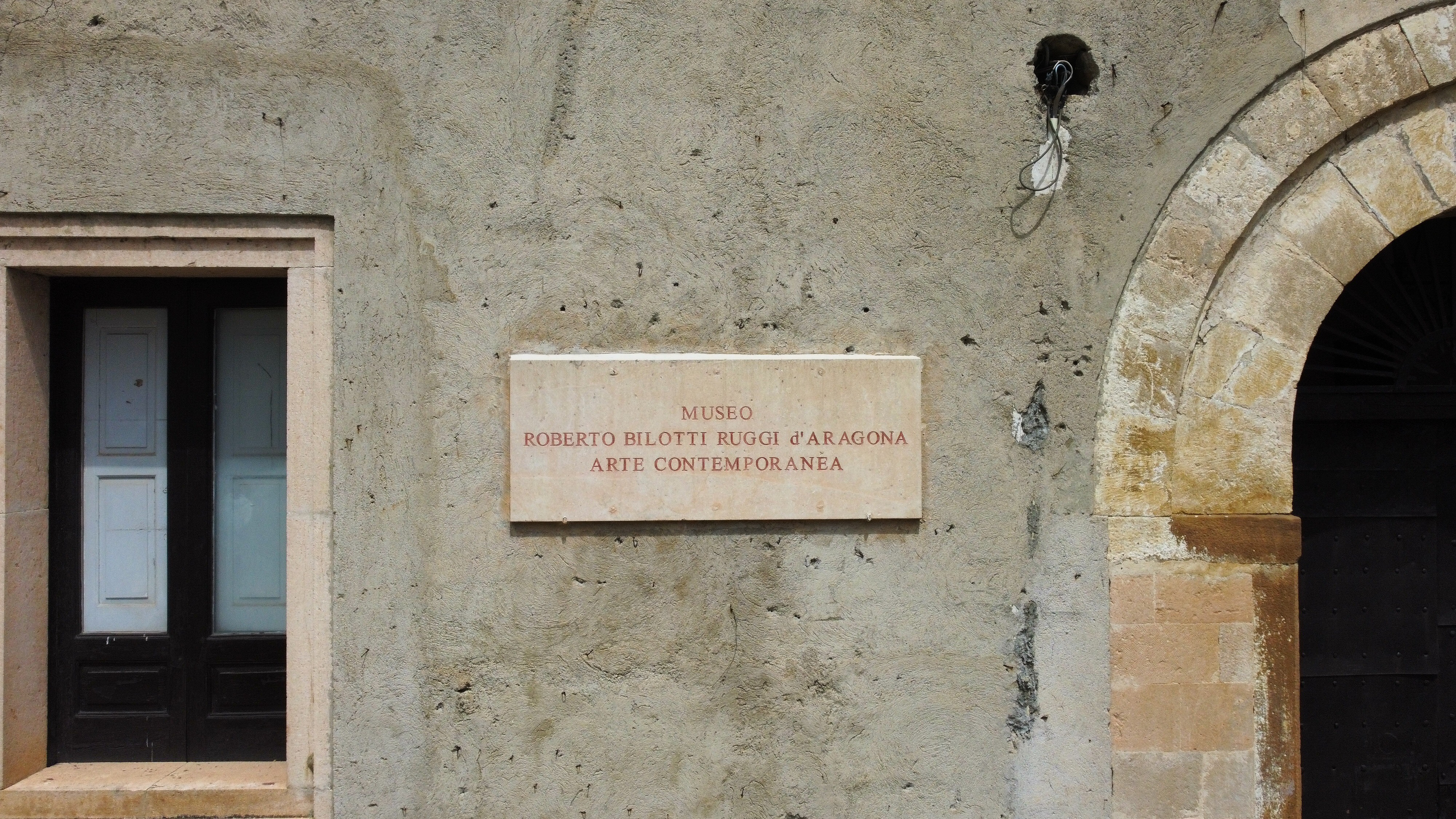
La targa del museo all'esterno

Il Castello, detto "Gigante di Pietra", è stato sede del Municipio fino al 2011 ed è dal 2012 sede del Museo d'Arte Contemporanea Bilotti. Il museo, nato dalle donazioni private di Roberto Bilotti Ruggi d'Aragona, espone una significativa varietà di opere d'arte contemporanea, dalla pittura alla scultura, dalla fotografia alle installazioni e alla videoarte. L'esposizione permanente include opere di Andy Warhol, Claudio Abate, Mario Ceroli, Luigi Ontani, Bruno Ceccobelli, ma anche opere di artisti più giovani come Chiara Dynys, Omar Galliani, Guentalina Salini, Maurizio Savini, Alessio Deli e Pietro Ruffo – del quale è esposto il grandissimo carro armato tedesco della Seconda Guerra Mondiale, realizzato in legno e ricoperto dalle pagine di un libro di preghiere ebraiche intagliate in forma di scarabei. Accanto alla collezione permanente trovano posto periodiche mostre temporanee, tra le quali spicca l'iniziativa "Scatole d'Artista", nell'ottica di un Museo che sia anche laboratorio di cultura, luogo d'incontro per eventi, conferenze, seminari e workshop.